# Zínochka
Zínochka (Зиночка en ruso) es un relato corto del escritor ruso Antón Chéjov de 1887.

## Argumento
Unos cazadores pasan la noche en un granero. Hablan de diversas cosas, pero sobre todo de mujeres. Uno de ellos, el más grueso, comenta que ser amado no tiene gran importancia: para eso han sido creadas las mujeres, para amar a los hombres. «Pero díganme: ¿ha sido alguno de ustedes odiado rabiosamente? ¿No han observado alguna vez los entusiasmos del odio?» Cuenta que él fue odiado por una bonita muchacha y pudo estudiar en sí mismo los síntomas del primer odio. Del polo opuesto del primer amor. 
Tenía ocho años. Una tarde de verano estaba con Zínochka, su institutriz. Ella mira distraída a la ventana mientras explica la lección. El padre se prepara para ir de caza. La madre y las hermanas van a una hacienda vecina para celebrar un cumpleaños. Sólo se quedan en casa Zínochka, el hermano mayor, entonces estudiante, con dolor de muelas, y él.
Cuando los coches se ponen en marcha, ella saca del bolsillo un papelito, lo arruga y se lo aprieta contra la sien, poniéndose roja. Muy agitada, mira el reloj. «Ahora pasemos a la aritmética -dice-. Resuelva el número 325, yo... volveré ahora...»
Por la ventana la ve adentrarse en el jardín. Su rapidez, sus mejillas ruborosas y su agitación, le intrigan. ¿Adónde ha ido? ¿Para qué? Cree comprenderlo todo: ha ido al jardín para, ausentes los padres, hartarse de frambuesas. Decide imitarla. Pero en el jardín no la encuentra. Más allá la ve dirigirse hacia el estanque. En la orilla está Sasha, el hermano, sin rastro del dolor molar. Es una cita. Ambos se miran con arrobo. Ella pone las manos en sus hombros e inclina la cabeza sobre su chaleco. Él ríe, balbucea y, torpemente, toma con sus manos su cara y la besa. 
Esto es una inconveniencia. Si la madre lo supiese... Vuelve al cuarto de las lecciones, donde piensa que es agradable ser dueño de un secreto ajeno. Ahora están en sus manos y su tranquilidad depende de él.
Cuando Zínochka entra en su cuarto, él la mira con una sonrisa irónica. Se ve tentado a decir algo para disfrutar con el efecto. Suelta lo que vio y amenaza con contárselo a su madre. Ella se estremece. Teme a la virtuosa y severa madre. Al día siguiente, para reírse de Sasha, le revela lo que vio. «Eres un imbécil.», le dice el hermano. Eso le aguijonea aún más. Durante las lecciones, Zínochka no le mira y tartamudea. Trata de ganarse sus favores, consintiendo sus travesuras.
Pasa una semana. El secreto le instiga. Desea revelarlo. Durante una comida con invitados, ríe y dice: «Lo sé...» «¿Qué es lo que sabes?», pregunta la madre. Zínochka enrojece y los ojos de Sasha brillan de cólera. Pero no dice nada. Aquel día, durante la clase, Zínochka, con semblante severo y frío, le dice rabiosa: «¡Le aborrezco! ¡Es usted asqueroso, repugnante!»
En un principio le gusta aquello por la novedad, pero luego, dominado por el miedo, decide que lo mejor es contarle todo a su madre. Esta se pone roja de indignación. Pero siendo una mujer de mucho tacto, para no originar un escándalo, no la echa al momento, sino poco a poco. Cuando Zínochka se marcha al fin, su última mirada es para él. Hasta ahora recuerda esa mirada.
Zínochka se casó finalmente con Sasha. Ahora la llaman Zinaída Nikoláievna. Incluso ahora, pasados los años, sigue mirándole de soslayo y se siente intranquila cuando visita a su hermano. Evidentemente, el odio no se olvida, lo mismo que el amor...